# Fumiaki Nakamura
Fumiaki Nakamura (japanisch 中村 文昭 Nakamura Fumiaki; * 23. April 1981 in der Präfektur Ibaraki) ist ein ehemaliger japanischer Fußballspieler.

## Karriere
Nakamura erlernte das Fußballspielen in der Schulmannschaft der Mito Commercial High School. Seinen ersten Vertrag unterschrieb er 2000 bei den Mito HollyHock. Der Verein spielte in der zweithöchsten Liga des Landes, der J2 League. Ende 2000 beendete er seine Karriere als Fußballspieler.